# Vinyl Solution
Vinyl Solution est un label discographique anglais en activité de 1987 jusqu'au début des années 1990 et fondé par Alain de la Mata et Yves Guillemot. 

## Biographie
À l'origine, Yves Guillemot, français expatrié à Londres tenait depuis 1979 une boutique de disques rares à Hereford Road dans le quartier de Westbourne Grove proche de Portobello Road. Un article de Bruno Blum paru dans Best lui a été consacré en 1980. Guillemot a rencontré Alain de la Mata, photographe français travaillant pour Best, puis collaborateur du label What goes on. 
Ensemble ils ont fondé le label Vinyl Solution et débuté cette activité dans une petite pièce derrière la boutique de disque. 
La première signature fut celle de Perfect Daze. 
Par l'intermédiaire de John Peel, le label a ensuite signé The Stupids. 
Le magasin de disques indépendant et le label a ensuite déménagé au 231 Portobello Road à Londres (La boutique a ensuite été connue sous le nom de  Intoxica Records),,. 
Le plus gros succès du label a été le titre Playing with Knives par le groupe Bizarre Inc.

## Artistes principaux signés chez Vinyl Solution[6]
- Bizarre Inc.
- Bolt Thrower
- Cancer[7]
- Fudge Tunnel
- Gunshot
- Les Thugs
- Mega City Four
- Poison Idea
- The Stupids

## Sources et références
1. 1 2  Patrick Foulhoux, Les Thugs, Radical History, Le Boulon, 2020, 288 p. (ISBN 978-2-915126-78-5)
2. ↑  Jean-Luc Manet, CAMION BLANC : ICI & INDEPENDANT Of Best : 1988-1993, CAMION BLANC (ISBN 978-2-35779-374-3, lire en ligne)
3. ↑  « 'Playing With Knives' Remixes », sur www.coremagonline.com (consulté le 18 décembre 2015)
4. ↑  (en) Carol Clerk, Kiss My Arse : The Story of the Pogues, Omnibus Press, 4 novembre 2009, 352 p. (ISBN 978-0-85712-019-9, lire en ligne)
5. ↑  « Les Thugs - NYARk nyarK - Punk et Rock alternatif Français 76/89 », sur nyarknyark.fr (consulté le 18 décembre 2015)
6. ↑  « Vinyl Solution », sur Discogs (consulté le 18 décembre 2015)
7. ↑  (en) Garry Sharpe-Young, Metal : The Definitive Guide : Heavy, NWOBH, Progressive, Thrash, Death, Black, Gothic, Doom, Nu, Londres, Jawbone Press, 1er janvier 2007, 495 p. (ISBN 978-1-906002-01-5, lire en ligne)